# Wallnerspitze
Die Wallnerspitze ist ein markanter Gipfel mit einer Höhe von 1955 m (anderen Angaben zufolge 1429 m oder ca. 1730 m) im Massiv der Vikenegga in den Kottasbergen im ostantarktischen Königin-Maud-Land. Benannt wurde die Wallnerspitze nach dem Geophysiker Klaus Wallner (1956–1983), der als Wissenschaftler auf der Georg-von-Neumayer-Station 1983 tödlich verunglückte.
Geologisch wird die Wallnerspitze von grobkörnigen Augengneisen granodioritischer Zusammensetzung aufgebaut, in die meterdicke Lagen dunkler Amphibolite eingebettet sind.